# Dialetto romanesco
Ciò che oggi s'intende con dialetto romanesco è un codice linguistico molto simile all'italiano: ha subito un processo di fiorentinizzazione in epoca preunitaria che lo rende assai affine all’italiano, che coincide col fiorentino emendato, anticipando un processo che gli altri dialetti subiranno in epoca postunitaria.
Appartiene al gruppo dei dialetti mediani, ma diverge da essi in alcuni tratti tipicamente toscani, diffusi in città durante il Rinascimento dalle allora cospicue (e ricchissime) nationes toscane di stanza a Roma e dalla Corte papale. La sua grammatica perciò si discosta poco da quella italiana, fondata com'è appunto sul toscano, e un italofono può capire agevolmente gran parte di un discorso in romanesco. Specialmente nei parlanti appartenenti ai ceti più bassi, il romanesco presenta una ricchezza di espressioni e modi di dire decisamente notevole, in continuo sviluppo. La distanza che separa la varietà contemporanea di romanesco da quella consacrata nella letteratura dialettale classica (quella del Belli) va sempre più aumentando.
Nei tempi attuali ricorre anche saltuariamente il termine neoromanesco, usato per indicare un gergo parlato nelle periferie romane che «si allontana notevolmente dalla parlata del centro per creare una sua lingua periferica, originale nella sapiente utilizzazione del gergo giovanile e nel frequente apporto di conii personali...».

## Storia
Nel corso del Rinascimento il romanesco ha subito un pervasivo processo di toscanizzazione. Come testimoniano numerosi testi altomedievali, il volgare che si parlava a Roma nel Medioevo era assai più vicino agli altri dialetti laziali o al napoletano che al fiorentino. Presentava infatti:
- la metafonesi delle vocali mediobasse (rom. ant. puopolo, castiello);
- la conservazione di jod (rom. ant. iace, it. giace; iónze, it. giunse);
- il betacismo (rom. ant. vraccia, it. braccia; rom. ant. Iacovo, it. Giacomo);
- la vocalizzazione di -l preconsonantico[7] (rom. ant. aitro, it. altro);
- l'articolo determinativo maschile solo in forma forte[7] (rom. ant. lo ponte, it. il ponte);
- il passato remoto in -ào ed -éo (rom. ant. annao it. andò; rom. ant. fao it. fece; rom. ant. pennéo it. pendé);
- il futuro in -àio (rom. ant. farràio, it. farò), ancora in uso in vari dialetti laziali.[8]
- posposizione del pronome personale (rom. ant. patremo, it. mio padre).

In parte questo dialetto si è mantenuto fino al XIX secolo nella parlata del ghetto di Roma, che rimase immune da influenze esterne e quindi più fedele al tipo linguistico originario. Sulla progressiva toscanizzazione del romanesco nel corso del Rinascimento sono fondamentali gli studi di Gerhard Ernst.

## Caratteristiche

### Il romanesco e l'italiano: varianti e diffusione sul territorio

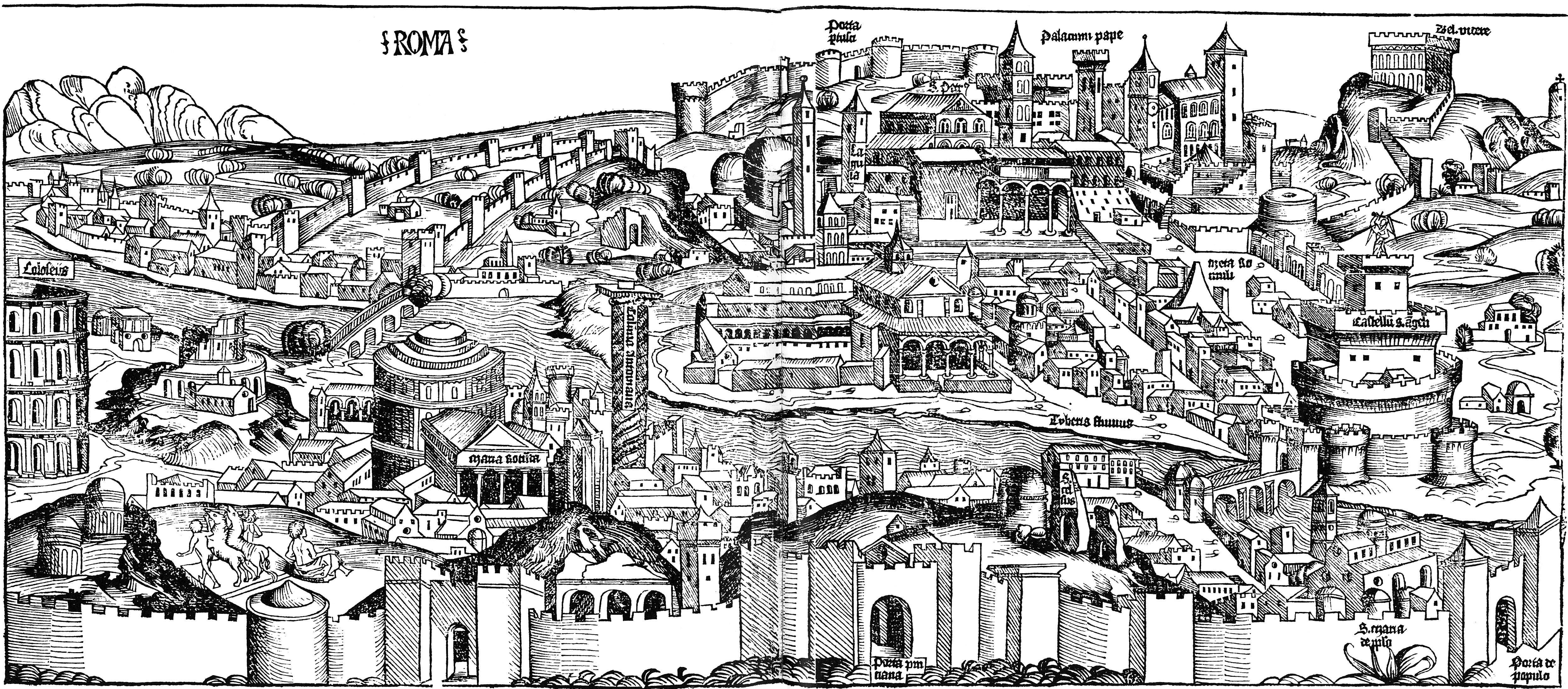
Roma nel 1493 in una xilografia di Hartmann Schedel

Il romanesco attuale è un idioma che ha origini sensibilmente differenti dal resto degli idiomi laziali: non ha infatti seguito come loro la regolare trafila di sviluppo a partire dalla locale parlata latina volgare. Peraltro nel Lazio si riscontra a livello fonologico una significativa persistenza di tratti riconducibili a substrati linguistici pre-romani e in particolare l'assimilazione progressiva -ND- > -NN-, che è di origine paleo-umbra e si è estesa alle aree dialettali del meridione a partire dall'Italia mediana. A differenza del sistema dei dialetti laziali (affini al gruppo umbro-marchigiano) il romanesco affonda le proprie radici nel toscano parlato a Roma a partire dal Quattrocento. Riguardo all'importanza e ruolo della colonia fiorentina di Roma nel Rinascimento sono fondamentali gli studi di A. Esch.
Il toscano influenzò potentemente il romanesco grazie al prestigio dei suoi parlanti (già il diarista romano primo-quattrocentesco Antonio dello Schiavo affermava "quod ipsi domini Romani non essent domini Urbis, nec dominus noster Papa", ma i grandi finanzieri della Natione fiorentina di stanza in città) a scapito del prestigio fino allora indiscusso (a livello parlato) della originale parlata di tipo laziale. Gli sviluppi successivi del romanesco dimostrano che la toscanizzazione avvenne a partire dai ceti alti dei nobiles viri romani per poi, solo a partire dalla seconda metà del Cinquecento, pervadere, con minor efficacia, gli strati più poveri della struttura sociale romana, ancora successivamente legati a tratti tipicamente non-toscani, come l'assimilazione progressiva -LD- > -LL- in callo, -ND- > -NN-, -MB- > -MM-, assenti nella parlata romana "civile", cosiddetta per distinguerla dal plebeo romanesco.
Per queste ragioni il romanesco odierno è molto più affine all'italiano degli altri dialetti del Lazio, che invece sono autoctoni: in generale una frase in romanesco è sempre comprensibile ad un parlante italiano, diversamente da quanto accade per i dialetti laziali che richiedono una certa pratica e attenzione (se non addirittura, in certi casi, lo studio) per essere capiti dai non-dialettofoni. Confinato all'area della città di Roma fino alla fine dello Stato pontificio (se si escludono ipotizzate comunità in importanti città limitrofe, come Civitavecchia), quando la città divenne capitale del nuovo Stato nazionale, le successive ondate di immigrazione e il conseguente incremento crescente della popolazione residente cominciarono ad alterare profondamente il patrimonio linguistico che possiamo desumere dal Belli.
Nel Novecento, con la crescita della città capitale e degli spostamenti da e verso di essa, alcuni usi propri del lessico e dell'accento romani cominciarono a diffondersi nelle aree contermini della provincia romana che comprendeva a quei tempi il territorio pontino, fino a raggiungere nel secondo dopoguerra (anni settanta) aree e città delle province limitrofe di Frosinone, Rieti e Viterbo, grazie anche a fenomeni crescenti di pendolarismo lavorativo. Questa espansione in ampiezza delle caratteristiche più essenziali del linguaggio romano, corrispondente anche al modificarsi della struttura urbanistica della città, sempre più proiettata fuori dalle mura, è stata accompagnata - inevitabilmente - da un pari impoverimento delle risorse lessicali e idiomatiche che costituivano l'identità del dialetto, che per molti dei nuovi "romani" era una lingua nuova, imparata dopo lo stabilimento in città.
La diffusione di programmi televisivi e cinematografici ha contribuito a cambiare il vecchio linguaggio della Roma rionale in un qualcosa di leggermente diverso tanto che si può tranquillamente dire che le opere scritte in dialetto da autori come Giggi Zanazzo conservino uno stile diverso. 
Nell'area della bassa campagna romana (Pomezia, Ardea e Aprilia) e dell'agro pontino (oggi zone di Latina, Pontinia e Sabaudia), negli anni trenta bonificate e colonizzate con l'immigrazione di gruppi di pionieri provenienti dall'Italia settentrionale (comunità veneto-pontine), storicamente e culturalmente poco portate alla conoscenza ed all'uso della lingua italiana ma soprattutto sottoposte ad una particolare struttura sociale di "nuova" costituzione, il dialetto romanesco fu all'inizio percepito come idioma "superiore", in quanto era la lingua della (pur piccola) classe impiegatizia e dirigenziale, l'unica sostanzialmente alfabetizzata, quindi percepita lingua del comando oltre che decisamente più simile all'italiano rispetto sia alle parlate proprie (Veneto, Emiliano ed addirittura Friulano) sia alle parlate locali (dialetti Lepini ed Albani).
A partire dagli anni cinquanta questo "neodialetto" prese quindi il sopravvento - in una forma abbastanza cristallizzata - sulle parlate originarie nei grandi centri urbani, per poi estendersi progressivamente a tutti i centri della pianura che gravitano su Latina, spesso affiancato all'uso della propria lingua d'origine relegato all'ambito familiare, in una sorta di condizione di parziale plurilinguismo. È per ciò che il dialetto romanesco di Latina e dell'area pontina è sensibilmente diverso dal resto delle parlate diffusesi nel Lazio, risultando molto più vicino al Romanesco originario degli anni '30 rispetto alle altre parlate che invece risentono di più del romanesco moderno, sebbene molti degli abitanti di Latina discendano da veneti e romagnoli stabilitisi in città dopo la bonifica dell'agro. Secondo alcuni per certi aspetti il dialetto romanesco di Latina, per quanto meno "stretto" (ossia molto più vicino all'italiano), è più vicino a quello di Trilussa, di quanto non risultino vicine oggi le parlate romanesche diffuse nella città stessa di Roma.

### Differenze fonologiche e fonetiche con l'italiano
- /l/ > /r/ a contatto con una consonante: dorce "dolce"; nel romano ottocentesco, anche dopo consonante: obbrigà "obbligare", ma in questo contesto il fenomeno è in regresso;
- /s/ > /ts/ se dopo /n, l, r/: perzona "persona". Ciò è valido anche in fonetica sintattica: er sole [erˈʦoːle];
- /nd/ > /nn/: quanno "quando";
- /ld/ > /ll/: callo "caldo";
- /mb/ > /mm/: piommo "piombo";
- /rr/ > /r/ sistematicamente: azzuro "azzurro". /r/ è anche immune al raddoppiamento fonosintattico: a Napoli [a ˈnːaːpoli] ma a Roma [a ˈroːma]. Ironicamente ripreso nel detto Tera, chitara e guèra se scriveno co' ddu' ere, sinnò è erore;
- Il dittongo /wɔ/ dell'italiano è assente e gli corrisponde /ɔ/: bòno "buono", còre "cuore";
- Aferesi delle vocali ad inizio di parola prima di nasale: 'nzomma "insomma", 'n "in" o anche "un", 'mparà "imparare", 'gni "ogni";[13]
- /ʎʎ/ > /jj/; se si trova a contatto con /i/, anche /∅/: ajo "aglio", famija o famìa "famiglia", fijo o fio "figlio", ojo "olio";
- /l/ > /∅/ negli articoli determinativi che nel romanesco belliano erano ancora lo, la, le, li, per cui oggi si dice 'o, 'a, 'e, 'i ("Lex Porena"). Anche le preposizioni articolate sono contratte: de lo, de la, a la, a lo > rom. dô, dâ, â, ao;
- /nʤ/ > /ɲɲ/: piagne "piangere";
- /b/ e /ʤ/ si realizzano sempre intensi se non si trovano dopo una consonante: libbero, reggina "libero, regina". Ciò è valido anche a inizio di frase: bono, gelato si realizzano [ˈbːɔːno, ʤːeˈlaːto]
- /ʧ/ si realizza [ʃ] quando singolo e intervocalico: cucina [kuˈʃiːna], dieci [ˈdjɛːʃi];
- /nj/ > /ɲɲ/: gnente "niente";
- /lj/ > /jj/: mïone "milione", bïardo "biliardo";
- /a/ atono > /e/ in posizione interna: arìveno "arrìvano".

### Accentuazioni grafiche
Graficamente l'accento tonico romanesco di chiusura e apertura delle vocali viene riportato secondo gli accenti grafici italiani (quindi "è" si leggerà come "cioè" mentre "é" si pronuncia come in "perché"). Adattando le apocopi (di cui il romanesco abbonda) rispetto allo standard italiano si permette la lettura del romanesco anche a chi non sia di madrelingua. Nel romanesco è prassi privare l'infinito dell'ultima sillaba (-re) attraverso un troncamento, nelle coniugazioni si rappresenta graficamente con un accento (parlà, vedé, partì). Però il romanesco non ha solo 3 coniugazioni come l'italiano: "bere" e "piacere" in italiano appartengono alla seconda, mentre béve e piacé in romanesco seguono coniugazioni e regole diverse.
L'accento circonflesso "^" che si può trovare sopra le vocali "a", "e", "i" e "o" ne allunga il suono e quindi â, ê, î e ô suoneranno come "ee", "aa", "ii" ed "oo". In genere si utilizzano negli articoli, per assorbire la "l". Spesso invece dell'articolo italiano "i" si scrive î: questo si spiega perché l'originale articolo romanesco sarebbe li. Per il resto dê è in italiano "delle", dâ è "della", ma anche "dalla"; poi jâ sta per "gliela", sô per "se lo", ciô per "ce lo", cô, câ per "con lo, con la", quô, quâ per "quello, quella", "tê" per "te le", "tô" per "te lo", nô, nâ per "nello, nella", ecc.
Da notare che le parole “po'” e pò sono omofone, ma sono tra loro diverse. La prima è scritta ed ha lo stesso significato che si ha in italiano; pò invece è il romanesco per "può". Il verbo stà (3a p. sing. pres. ind. di stare) è diverso da 'sta, che significa "questa".
Occorre sempre evidenziare che il parlato che oggi viene chiamato "borgataro" ha accettato regole (già evidenziate da Manfredi Porena nel 1925) che non sono state acquisite dallo scritto: abbiamo quindi una situazione particolare per cui a Roma "se parla come se magna" ma "nun se scrive come se parla".
L'abbondante uso di accenti (soprattutto di quello circonflesso) e di apostrofi non sempre è riscontrabile nelle fonti (soprattutto dei maestri Belli e Trilussa), e quindi più che criticabile e migliorabile. Spesso alcuni testi riportano i verbi troncati scritti con l'accento grafico grave sull'ultima vocale; alcune fonti riportano l'articolo determinativo scritto con un apostrofo prima della vocale ('a) piuttosto che con quello circonflesso (â). Seguendo l'esempio del maestro Gioachino Belli, tra i primi a trascrivere la parlata Romana, in questo contesto si è preferito concentrarsi sul suono (che è lungo), mentre per i verbi si predilige la genesi della parola (visto che il risultato "sonoro" è lo stesso).

### Grammatica
Essendo uno dei dialetti d'Italia che meno si discostano dall'Italiano standard, la grammatica del romano non è molto differente da quella dell'italiano. Esistono comunque a volte delle differenze importanti, per le quali si rimanda allo specifico articolo. Molto frequente è sia il raddoppiamento che lo scempiamento di consonanti dell'italiano standard.
Puntualizzazione sul verbo "avecce". Il verbo è caratteristicamente romano, ma è stato acquisito da altri dialetti dell'Italia del centro-nord e usato dai media moderni. La tabella fonetica internazionale (a cui si rifà anche l'italiano) stabilisce per la lettera C la pronuncia dura K, quando la C è seguita dalle vocali A,O,U, anche se precedute da H (muta). Nella forma "c'ho" la pronuncia non potrà mai essere "ciò", proprio per quanto esposto. Inoltre va considerato che fino dalla seconda metà del 1600 i poemi eroicomici "Meo Patacca" e "Jacaccio" (o "Il maggio romanesco") riportano la grafia "ciò", "ciai", "cià" ecc. Tutti i poeti e gli scrittori romaneschi hanno da allora condiviso questa grafia. Poiché non esiste collisione omografica con "ciò" pronome (in quanto nessun romanesco userebbe mai "ciò" con significato di "questo"), si può escludere ogni fraintendimento riguardo l'esatta scrittura del verbo avecce.

## Il romanesco del popolo

### Il vernacolo romanesco
Una tra le principali caratteristiche dell'espressione classica vernacolare del dialetto romano è la quasi totale mancanza di inibizioni linguistiche, presentandosi quindi estremamente ricca di termini e frasi particolarmente colorite, usate liberamente e senza ricorrere ad alcun tentativo di soppressione o sostituzione con sinonimi o concetti equivalenti. L'autocensura che induce alla soppressione o all'edulcoramento di espressioni comunemente ritenute “volgari” o “sconce” è totalmente sconosciuta nel contesto del dialetto romanesco. Se infatti, nell'uso della lingua non dialettale, il ricorso al turpiloquio è generalmente causato da particolari situazioni e viene usato come valvola di scarico di uno stato di aggressività temporaneo, nel dialetto romanesco la parolaccia è parte integrante del normale dizionario, ed esiste quindi sempre e comunque.

#### Le parolacce
Questa ricchezza di vocaboli e frasi scurrili e (solo apparentemente) offensivi, deriva verosimilmente da una tradizione linguistica della Roma papalina, in cui il popolano rozzo e incolto (ma nobili e clero non parlavano molto diversamente; vedi, in proposito, l'aneddoto raccontato da Giggi Zanazzo in “Tradizioni popolari”, a proposito del papa parolacciaro Benedetto XIV Lambertini) usava esprimersi con un linguaggio spontaneo e colorito che, trascurando la ricerca di sinonimi e alternative concettuali, manifesta quella praticità espressiva di utilizzo verbale che è caratteristica principale del bagaglio culturale popolare. Tale spontaneità è quindi priva di inibizioni ed affida la ricchezza dell'espressione non tanto alla scelta del vocabolo quanto piuttosto alla sonorità, al significato convenzionale e, spesso, al contesto. In questo senso nel dialetto romanesco la parolaccia, la sconcezza o la bestemmia (il “moccolo”) nella maggior parte dei casi prescinde assolutamente dal suo significato letterale o comunque offensivo e – caratteristica frequente tra gli appartenenti al medesimo gruppo linguistico-dialettale – assume un senso simbolico comunemente accettato e riconosciuto.
Così è del tutto normale che una madre richiami il figlio con un “vviè cqua, a fijo de 'na mignotta!” senza sentirsi minimamente coinvolta in prima persona ma affidando all'insulto (e autoinsulto) il significato di un semplice rafforzativo del richiamo.
In modo analogo, incontrando una persona la si può salutare con un “Ahó, come stai? Possin'ammazzatte!” in cui l'apparente incoerenza tra l'informarsi del suo stato di salute e contemporaneamente l'augurare una morte violenta è da entrambi gli interlocutori riconosciuta come una normale espressione di cordialità. Simile come concetto, ma ben diverso nell'uso e nel significato, è il “va' mmorì ammazzato!” (spesso accompagnato da un significativo gesto con il braccio) che viene solitamente utilizzato a suggello conclusivo e dimostrativo della forte disapprovazione di un atteggiamento o di un discorso altrui.
Sullo stesso tema una coloratissima espressione coniata dal Belli storpiando l'originale frase latina: “requie schiatt'in pace!” che, lungi dall'augurare a qualcuno di "schiattare", usa un po' di cattiveria per mandarlo semplicemente a quel paese. Non diverso è il tono ed il significato di “possi campà quanto 'na scoreggia!”. La diversa sonorità con cui viene pronunciato un vocabolo, unita all'uso del medesimo in un contesto piuttosto che in un altro (e, magari, ad una adeguata mimica facciale o gestuale), può in qualche modo supplire ad una certa limitatezza linguistica, fornendo allo stesso vocabolo significati del tutto opposti; così, ad esempio, chi ha un'idea geniale è un “gran paraculo” (complimento), ma il furbo imbroglione è ugualmente un “gran paraculo” (dispregiativo).

#### La "metafisica" deli mortacci tua
Altrettanto dicasi per una "classica" locuzione romana: li mortacci tua che assume contrastanti significati a seconda del tono, delle sembianze facciali e corporali che ne accompagnano l'espressione: può infatti significare, se accompagnata da un viso che manifesta meraviglia, sentimenti positivi di ammirazione, sorpresa e compiacimento per un evento fortunato o straordinario («Li mortacci tua, ma quanto hai vinto?»); oppure, con un viso ilare, gioia ed affetto per un incontro inaspettato e gradito («Li mortacci tua, ma 'ndo se' stato finora?»); oppure ancora comunicare sentimenti sia negativi che neutri: con un viso dall'aspetto contrariato o sconsolato, con un tono della voce alterato o sommesso, può rivelare, nello stesso tempo, rabbia o desolazione («Li mortacci tua, ma ch'ha fatto?»).
Si può spesso sentire esclamare un generico Li mortacci! o anche solo mortacci! (molto più comuni in questi casi le forme aferetiche 'taccitua e 'ccitua), all'occorrenza di un qualcosa di improvviso e repentino (es.: un oggetto che cade dalle mani e subito si rompe, un rumore forte inaspettato). Questo a prova del fatto che quest'espressione è ormai entrata nella gamma delle esclamazioni, e non è avvertibile il significato letterale (l'offesa ai defunti). In tutti questi casi la parolaccia diviene ininfluente, non è offensiva ma è un rafforzativo, l'equivalente di un punto esclamativo, alle parole che seguono all'invettiva: tant'è vero che può essere rivolta anche a se stessi («Li mortacci mia, quant'ho magnato!»).
La stessa parolaccia può significare stati d'animo del tutto negativi, come rancore, odio o dolore, se accompagnata da un aspetto del viso adeguato ma, in tutti i casi citati, la parolaccia non è rivolta tanto ad offendere gli antenati defunti del soggetto a cui è indirizzata - offesa di cui forse questi potrebbe anche non risentirsi - quanto usata come locuzione generica rivolta alla persona stessa: nel senso che può essere indirizzata anche verso chi, magari per la giovane età, non ha defunti di cui onorare la memoria.
La consistenza "materiale" della parolaccia, il contenuto stesso infamante sparisce, diviene "metafisico", di fronte agli stati d'animo con cui viene pronunciata, e solo questi sono veramente reali. Il sicuro contenuto offensivo, nella sua concretezza, si propone invece nella forma enfatica della parolaccia stessa: «L'anima de li mejo mortacci tua», dove il riferimento insultante è in quel riferimento "spirituale" all'anima e nella specificità dell'indirizzo ingiurioso rivolto, non ai generici parenti defunti, ma a li mejo, ai più vicini e ai più cari.

### La terminologia "sconcia" nel vernacolo romanesco

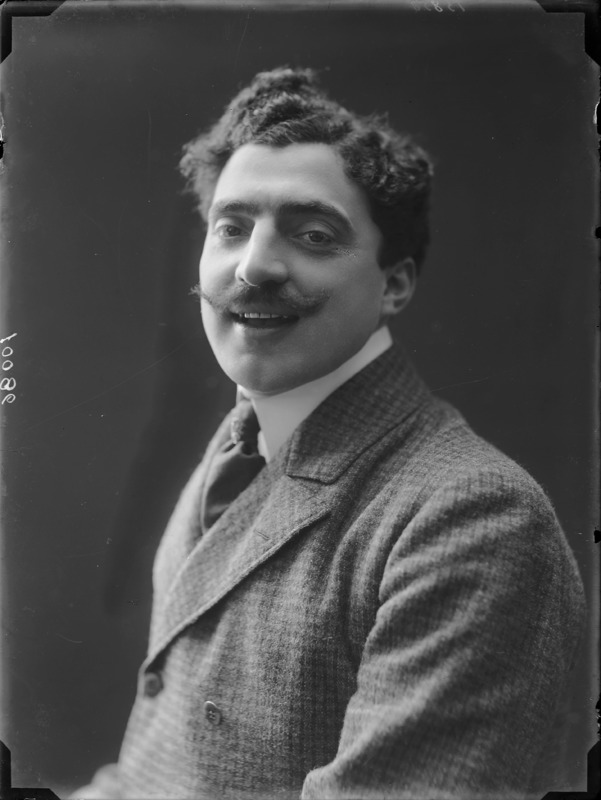
Trilussa

In un contesto linguistico che privilegia il ricorso alla frase volgare e colorita, una posizione di rilievo è ovviamente assunta dal frequente ricorso, nel vernacolo romanesco, al richiamo di parti anatomiche e sessuali, usato anche in questo caso senza alcun preciso riferimento al significato intrinseco (comunque volgarizzato) del termine. Abbiamo così l'espressione “ciccia ar culo!” pronunciata in tono orgoglioso e di sfida equivale a "non me ne importa niente" (Nun voi venì commé? Ciccia ar culo!) che equivale alla più semplice, ma meno efficace, interiezione "ciccia". “Bucio de culo”, anche semplicemente “bucio” o “culo”, traducibile con “fortuna” o "fatica" (spesso improba o improduttiva), spesso accompagnato dall'inequivocabile gesto dell'indice e pollice aperti delle due mani, che precisano la maggiore o minore quantità in funzione dell'ampiezza della circonferenza che suggeriscono. Da notare che lo stesso significato verbale viene assegnato anche al solo gesto. “Culo de piombo” invece indica semplicemente la pigrizia. Culo può infine indicare anche una vittoria netta, minaccia o superiorità ostentata su qualcuno: j'amo - j'ho - fatto 'n culo così, ve famo - te faccio - 'n culo così.

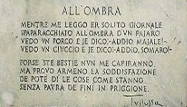
Poesia di Trilussa

L'adulatore è un “leccaculo”, e quando subisce passivamente una prepotenza o si sottomette pavidamente alle situazioni o alle persone, magari scendendo a compromessi poco dignitosi, si “appecorona” (= si mette carponi). Un individuo particolarmente sfrontato e dotato di faccia tosta e quindi privo di vergogna, ha la “faccia com' er culo” che dovrebbe pertanto provvedere a nascondere. Il dialetto romanesco, che non si preoccupa di cercare sinonimi per frasi “indecenti”, mostra di possedere invece una grande dose di fantasia nel trovare forme alternative a concetti sconci, che lasciano però inalterata l'immagine originaria; così, lo stesso significato della frase precedente viene illustrato da locuzioni come “fasse er bidè ar grugno”, “mettese 'e mutanne 'n faccia” o “soffiasse er naso caa cart'iggennica”. Sempre sullo stesso soggetto troviamo “pijà p'er culo” (= prendere in giro), “arzasse cor culo all'insù” (= svegliarsi di cattivo umore), “vàttel' a pijà 'nder culo” (come “va' a morì ammazzato!”),“avecce er culo chiacchierato” (= essere tacciato di omosessualità), e “rodimento de culo” (= nervosismo, arrabbiatura). Di quest'ultima espressione esiste una variante estremamente raffinata, a dimostrazione dei livelli di fantasia e disinibizione che il popolano romano è in grado di raggiungere nella trasposizione concettuale del vernacolo: “che te rode, 'a piazzetta o er vicolo der Moro?”. A Roma, nel rione Trastevere, il vicolo o via del Moro è una strada stretta e piuttosto poco luminosa che collega tra di loro piazza Trilussa e piazza Sant'Apollonia; la frase precedente è pertanto una trasformazione abbastanza intuitiva del concetto che verrebbe altrimenti espresso con un “che te rode, er culo o er bucio der culo?”.

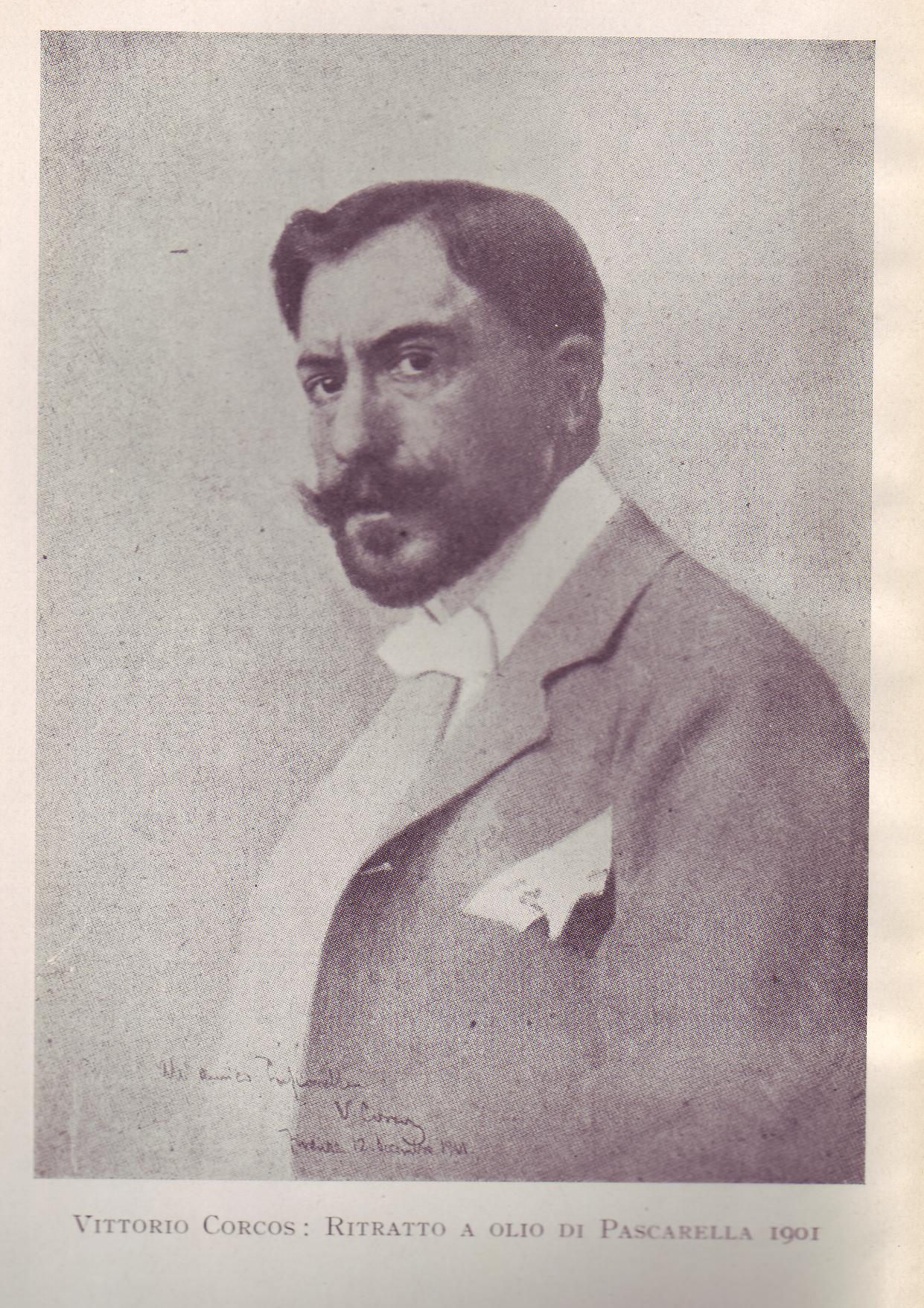
Cesare Pascarella

Il termine “cazzo” viene usato soprattutto come rafforzativo in frasi esclamative (“ma che cazzo sta' a fà!”), dove si esprime anche un accenno di disappunto, e un po' meno nelle interrogative (“'ndo cazzo sta' a annà?” = “dove vai?”). Usato da solo è un'esclamazione che esprime sorpresa e meraviglia. Altro frequentissimo significato del vocabolo è quello di “assolutamente nulla” (“nun capisci 'n cazzo!”, “nun me frega 'n cazzo!”, ecc.). Varianti del termine sono la “cazzata”, col preciso significato, derivato dal precedente, di “sciocchezza”, “stupidaggine”, “roba di poco conto”, o alternativamente "menzogna"; “cazzaro”, chi fa o dice cazzate; “incazzatura” (= arrabbiatura); “cazzaccio” o “cazzone”, individuo stupido o insignificante. Quest'ultima lettura viene anche associata, in modo molto più colorito, all'epiteto “testa de cazzo”, che assume però una connotazione più pesante, al limite dell'insulto.
L'espressione “E 'sti cazzi?” indica il disinteresse, senza la “E” iniziale e l'interrogativo ha svariati usi - persino contraddittori- derivati dal contesto. Tale espressione viene spesso confusa da chi non è romano con l'esclamazione "'sto cazzo!", che invece esprime stupore, meraviglia; sia in senso reale sia, più frequentemente, in senso sarcastico.
Abbondante anche l'uso e le relative variazioni su “cojone”, propriamente individuo stupido e incapace, da cui “a cojonella” (= per scherzo, per gioco); “cojonà” (= prendere in giro, con una sfumatura di significato meno forte di “pijà p'er culo”); “me cojoni!” (= perbacco!, addirittura!, davvero!, usato per esprimere incredulità o meraviglia), da non confondere con la forma verbale precedente e che assume il significato letterale di “mi stai prendendo in giro!”; “rompicojoni” (= rompiscatole, fastidioso, noioso); “un par de cojoni” (= assolutamente nulla); e l'esortazione “nu' rompe li cojoni” rivolta a chi sta recando fastidio e disturbo al limite della sopportazione. A dimostrazione di quanto la terminologia grossolana del dialetto romanesco sia svincolata dal significato intrinseco del vocabolo si pone la frase “avecce li cojoni” che è indifferentemente attribuito a uomini e donne nel senso di persona estremamente brava, preparata o dotata in un particolare settore.
Il linguaggio vernacolare non risparmia ovviamente gli attributi femminili. E così: “fregna!”, esclamazione di meraviglia ma anche “complimenti!”; “fregnaccia” (= sciocchezza, stupidaggine); “fregnone” (= ingenuo, sempliciotto, ma anche nel senso di troppo buono); “fregnacciaro” (= che le spara grosse, che dice stupidaggini); “fregno” o “fregno buffo” (= coso, attrezzo, oggetto strano); e “avecce le fregne” (= avere i nervi tesi, essere "incazzato"). Persino la prostituzione è parte dell'intercalare (“fijo de 'na mignotta” può raggiungere alti livelli di cultura col pasoliniano “fjodena”).
Un'ulteriore spiegazione e giustificazione del ricorso in particolare ai due termini cazzo e fregna è da ricercarsi infine, sicuramente, nel fatto che nel dialetto romanesco, come detto di lessico estremamente stringato e rarefatto, la parola forse più tipicamente e frequentemente usata è cosa in tutte le sue varianti (coso, cosi, cosare, cosato ecc.: pija quer coso, cosà 'sta cosa) e cazzo e fregna sono i più puntuali e usati sinonimi di coso e cosa.

### Il rapporto con la religione

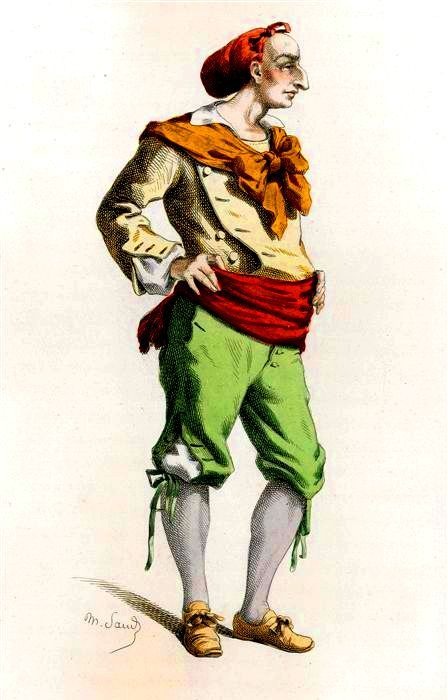
Meo Patacca, maschera romanesca della commedia dell'arte, in un disegno dell'Ottocento

Il popolano romano ha sempre avuto con la religione, e in particolare con i santi, un rapporto di enorme rispetto. La santità in quanto tale, e i valori che essa rappresenta, sono talmente al disopra delle umane bassezze da non poter essere messi in discussione, noto è il detto "scherza ch'i fanti, ma lassa sta' li santi" (scherza con le persone, ma lascia stare i santi). La cultura popolare è però anche assolutamente infarcita di superstizioni e tradizioni secolari a cui è impensabile rinunciare e che risultano particolarmente evidenti in moltissimi proverbi e modi di dire. La commistione tra il sentimento di rispetto religioso e le superstizioni porta spesso a risultati verbali che sfociano in forme ibride, di tipo paganeggiante, in cui non manca la caratteristica espressione rude e volgare che deriva da un rapporto improntato a semplicità e spontaneità.
Il rapporto che viene stabilito con i Santi, in quanto sincero e di assoluto rispetto, diventa così di tipo estremamente confidenziale, con la conseguenza che anche il linguaggio non ha alcuna necessità di adeguarsi e riesce pertanto a mantenere quella caratteristica peculiare del dialetto popolare che è la rinuncia alla ricerca di sinonimi e alternative concettuali. E così, proprio come potrebbe esprimersi per mettere in risalto la bravura e le capacità di un qualsiasi ciabattino che ha bottega nel vicolo dietro casa, il popolano può tranquillamente affermare che “santa Rosa è 'na santa che cià du' cojoni così!” (attributo riferito, de resto, anche a santa Pupa). Un posto di rilievo è riconosciuto alla Madonna, in quanto naturale rappresentante dell'istituzione materna (di cui il romano ha una gran considerazione) e in quanto simbolo del riscatto delle origini plebee. L'importanza che il culto mariano ha sempre avuto per il popolo di Roma è tuttora visibile nelle numerose edicole e nicchie contenenti immagini della Madonna ancora oggi sparse sulle facciate delle case della Roma vecchia.
Sebbene abituato all'uso ed all'accettazione di un linguaggio costellato di scurrilità, il romano ha invece un inaspettato e quasi sorprendente rifiuto per la bestemmia, anche se pronunciata come semplice intercalare o senza alcuna intenzionalità. Il rispetto di tutto quanto è sacro e santo è così fortemente radicato da generare nel popolano una strana contrapposizione tra lo spirito parolacciaro ed una forte interdizione religiosa.
Il dubbio di coinvolgere qualche Santo in una imprecazione, e di compromettere quindi la propria coscienza (con tanto di eventuale ritorsione da parte dello stesso) era però talmente consistente che, contravvenendo ad una caratteristica linguistica stabilmente radicata, il romano ha ritenuto di dover ricorrere ad un processo di sostituzione onomastica. Ha quindi inventato tutta una serie di Santi dai nomi fantasiosi, ognuno con un suo ambito, per così dire, di competenza, da utilizzare, secondo le occasioni, per poter imprecare e bestemmiare tranquillamente, senza il timore reverenziale di incorrere in peccato mortale. Così, per un bambino che si fa male cadendo si può lanciare un “mannaggia santa Pupa!” protettrice, appunto, dei bambini (i pupi); all'indirizzo di un distratto, o a seguito di una disattenzione, si può imprecare “San Guercino!”, ecc. Il fatto che qualcuno di questi nomi possa corrispondere ad un Santo realmente esistito passa in secondo piano, quasi come un caso di involontaria omonimia, ma per essere proprio tranquilli si può sempre ricorrere a un “mannaggia quer santo che nun se trova!”.
Anche nei confronti della Madonna e del Cristo si è provveduto a sostituzioni o storpiature del nome; non è quindi peccato esclamare “Madosca” o “Matina” (i più frequenti) e addirittura “Cristoforo Colombo”. I nomi dei santi, di Cristo e della Madonna vengono comunque a volte utilizzati, senza alcun ricorso a mascherature, nell'ambito non blasfemo e non religioso dei detti e proverbi popolari, come rafforzativo del concetto che si vuole esprimere ed a rimarcare la confidenzialità del rapporto che il popolano romano ha con loro, in assoluta tranquillità di coscienza. Qualche esempio: a sottolineare l'assoluta impossibilità di cambiare una decisione irremovibile “nun ce so' né Cristi né Madonne!” o anche “nun ce so' santi!”; una signora eccessivamente ingioiellata “pare 'a Madonna de le Frattocchie”; sul corpo di una ragazza non particolarmente dotata di curve “c'è passato san Giuseppe caa pialla”; ad un testardo che non recede dalle proprie convinzioni neanche di fronte all'evidenza si può ricordare che “san Paolo quanno cascò da cavallo disse ‘Tanto volevo scenne!’”; un'opera che sembra non arrivare mai alla conclusione (come la costruzione della Basilica Vaticana) “pare 'a fabbrica de san Pietro”; uno sbadato che inciampa si può apostrofare con “santa Lucia! Che nun ce vedi?”; qualcosa di durata molto limitata “dura da Natale a Santo Stefano”; e per concludere, l'ineluttabilità della fine è dimostrata dal fatto che “'a morte n' 'a perdonò nemmanco a Cristo”. Frequente è infine il ricorso alla Madonna come unità di misura: "costa 'na Madonna".

### Il rapporto con le istituzioni

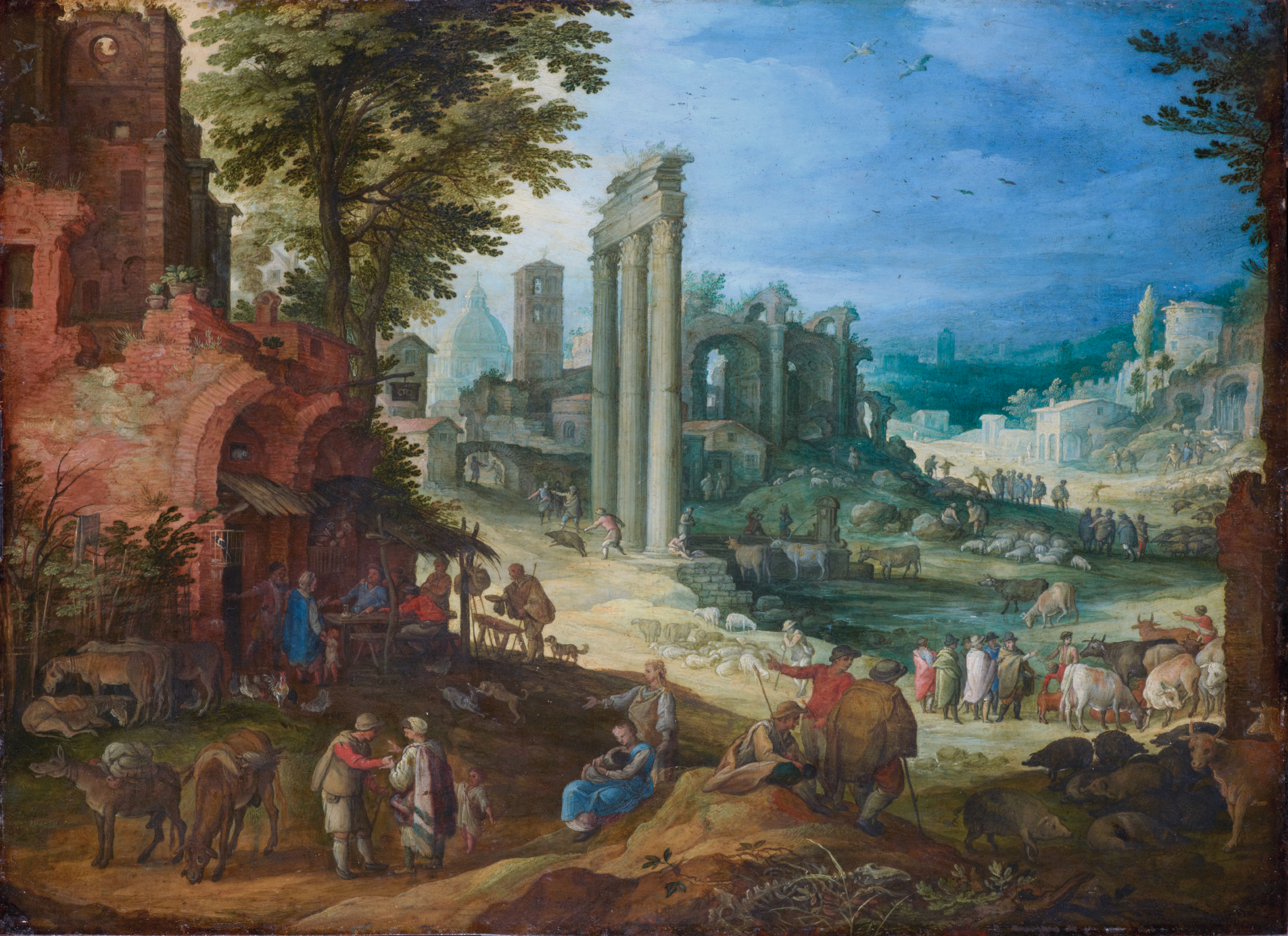
Rovine di Roma antica, in un dipinto di Paul Bril

Se nei confronti del sacro e del santo il popolo romano nutriva i sentimenti della più alta devozione e rispetto, di tutt'altro genere era il rapporto che esisteva col clero e con le istituzioni. Va ricordato, nello specifico, che nella Roma dei papi le istituzioni politiche, civili e religiose erano esattamente coincidenti, come lo erano le persone che queste istituzioni rappresentavano e amministravano. Si verificava quindi uno strano dualismo nei rapporti tra la plebe e il clero (ed i nobili che, per ovvi motivi di interesse e convenienza, erano ben accetti tra le poltrone del potere): ci si inchinava al cospetto del Papa, massima autorità religiosa e riconosciuto rappresentante di Cristo in terra, ma lo si considerava comunque il capo di uno stato assolutista e inquisitore che usava con i sudditi il pugno di ferro ed il boia Mastro Titta o chi per lui; il prete era un ministro di Dio, ma anche l'occhio e l'orecchio del potere; la Chiesa stessa era il “gregge di Dio”, ma anche una struttura statale oppressiva. E il popolo rimaneva l'unica vittima e oggetto di vessazioni e prevaricazioni.
Ecco dunque generarsi tutta una serie di detti e proverbi popolari marcatamente anticlericali, a stigmatizzare l'opinione che, a torto o a ragione, il popolano di Roma si era costruita nei confronti delle istituzioni e soprattutto del clero; detti e proverbi nei quali si riscontravano tutti i limiti della condizione umana, in un vasto campionario di peccati e bassezze varie che non si potevano denunciare apertamente ma che risultano più che evidenti in tutta una serie di locuzioni che esprimono, inequivocabilmente e con il solito linguaggio arguto e dissacrante, la considerazione che i romani avevano del potere cui erano sottomessi: “A Roma Iddio nun è trino ma quatrino” (da quattrino, denaro), “Chi a Roma vo' gode', s'ha da fa frate”, “Indove ce so' campane, ce so' puttane”, “Li Santi nun se ponno creà senza quatrini”, “Piove o nun piove, er Papa magna”.

## Il romanesco a Roma oggi

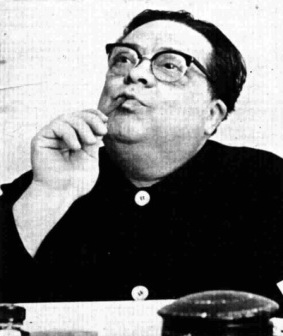
Aldo Fabrizi

Il romanesco, o secondo alcuni il "romano", ha conosciuto un'accelerazione della sua evoluzione a partire dagli anni venti e trenta del Novecento, quando si accentuarono i flussi migratori dalle altre provincie del Lazio e dal resto d'Italia (e in tempi più recenti anche dall'estero) verso Roma e che si sono protratti quasi ininterrottamente, sebbene con forme e modalità diverse, fino ai nostri giorni.
In effetti, il dialetto autentico ed originario, anche oggi, è e rimane solo il "romanesco", ossia quello ereditato dai predecessori, che era assai più fedelmente ancorato alle tradizioni popolari locali, soprattutto prima della prima guerra mondiale, e prima che si sviluppasse quell'eccezionale fenomeno dell'inurbamento (verificatosi solo nella capitale), che ha comportato una grande espansione urbanistica a Roma che da una popolazione di poco più di duecentomila abitanti dell'inizio XX secolo, è passata oggi ad oltre tre milioni di abitanti.
Questo ha, di fatto, comportato un afflusso di molte altre popolazioni provenienti da tutte le parti d'Italia (ed anche dall'estero), ciascuna con propri usi, costumi, tradizioni, e con un proprio vernacolo originario: nel tempo, ha finito per fondersi e confondersi con il dialetto autentico, ed ha originato una connotazione linguistica dialettologica ibrida, ossia quel vernacolo che attualmente viene parlato, a Roma e nelle zone limitrofe, il quale è una sorta di espressione coagulata tra diverse parlate locali definita dai media “romanoide”.

### Il significato del termine
I termini italiani che terminano in -esco stanno ad indicare aggettivi (a volte usati come sostantivi) che indicano “relazione, appartenenza, qualità” (e.g. “dantesco”).
Chiaramente parte di queste parole può anche veicolare concetti o accezioni negative o spregiative come con “manesco” oppure “grottesco”. Altri ancora potrebbero aggiungere che questa desinenza stia ad indicare “la parte deteriore di un fenomeno, o una caratteristica di tendenza subordinata rispetto ad un pregiato originale”.
Oppure ancora, altri potrebbero sostenere che parlare di “stile dantesco, petrarchesco, michelangiolesco” venga riferito, non per indicare il pregio dell'autore originale, ma solo chi si è ispirato a quello stile per esprimere altre opere di pregio inferiore: non necessariamente una "brutta copia", ma certo tutt'altra cosa rispetto a chi lo ha fondato, da chi ne è l'autore originario.
Ne deriva che, secondo alcuni, per questo dialetto sia utilizzabile unicamente il suffisso in -esco per individuarne la reale connotazione originale alla tradizione popolare locale, che all'epoca del Belli apparteneva ad un popolo semplice, incolto ed ignorante. Ossia proprio quello che egli qualificava come tale nella prefazione della sua Opera Omnia.
Del resto, la stessa etimologia della parola, si rifà al dialetto (orale) dell'antica Roma, dove oltre un milione di persone provenienti da tutto il mondo conosciuto avevano sviluppato un linguaggio a base latina, con inserimento di termini stranieri, modifica e storpiamenti di pronuncia, chiamato "Romanice Loqui", ovvero "parlata alla romana". Con l'affermazione medievale delle lingue nazionali, la parola "romanice" si è adattata ai vari linguaggi (romance, romançio, romanische, romanico) per fermarsi a "romanesco" nel caso del dialetto di Roma.  
Viene però spontaneo considerare che le lingue cambiano a seconda del tempo e dello spazio e la storia di Roma non è stata certamente avulsa da migrazioni. I termini derivati dalla radice di “Rōma” sono svariati e utilizzati anche in luoghi distanti dall'originario sito dell'Urbe.
È per questo che la lingua Latina ci ha trasmesso, anche, in italiano degli aggettivi con desinenze differenti ma tutte comunque similari: rōmānus “appartenente a, derivato da, di o relativo a Roma”; rōmānicus “Romano; fatto a Roma; (a partire dal medioevo) romanzo”; Rōmāncium “romanzo franco, francese; spagnolo”.
Vale la pena citare per ultimo l'inglese, di derivazione francese, Romanesque che sta a significare “un po' simile al romano; applicato a volte allo stile degradato del tardo impero romano, ma soprattutto all'arte e all'architettura più sviluppate prevalenti dall'VIII al XII secolo”. In altre parole, per chi non è italofono è “romanesca” in particolare l'arte romanica, mentre per gli italiani è romanesca l'ennesima derivazione di Roma che segnatamente indica “la parlata tipica di Roma, diversa dall'italiano, così come ci è pervenuta in secoli di migrazioni e scambi culturali”.
Quindi usare “dialetto romano” oppure “dialetto romanesco” permette a chiunque di intenderne il significato, con l'unica differenza che quest'ultimo appare un po' bistrattato del primo.

### Diffusione e decadimento del dialetto romano
(Alberto Sordi in Un americano a Roma - 1954)

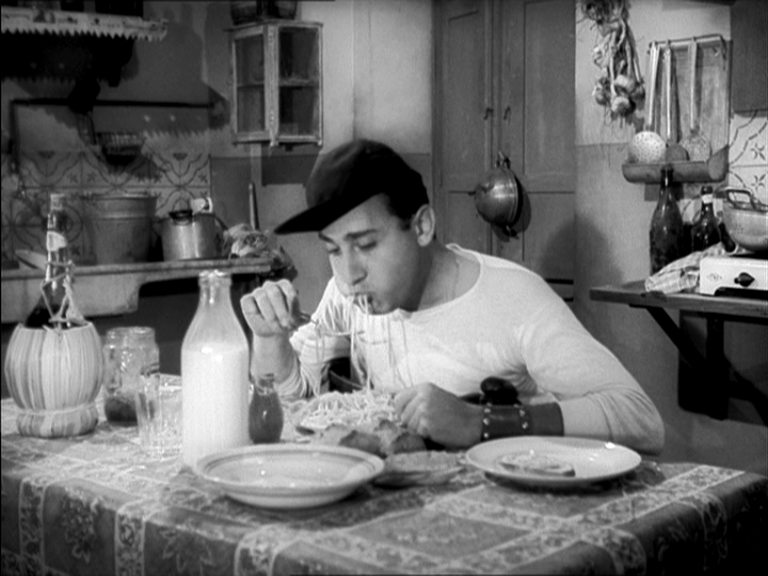

Fra gli anni settanta e gli anni ottanta invece è possibile datare un significativo cambiamento del lessico romanesco, quello di Trilussa e Belli, progressivamente impoveritosi a causa dei grandi stravolgimenti sociali che hanno interessato i quartieri più popolari, dove ancora era possibile incontrare una romanità "pura".
Quartieri come quelli del centro storico, di Trastevere, San Lorenzo, Testaccio, sono stati infatti trasformati da zone tipicamente popolari e basso borghesi a zone di classe e di moda con un massiccio ricambio di popolazione. Un'altra importante causa della morte del romanesco e della ghettizzazione del romano è da ricercarsi in una cinematografia che, a partire dagli anni 1950, neorealismo a parte, ha fatto dell'idioma romano uno stereotipo di ignoranza, cafonaggine e pigrizia.
Il dialetto romano moderno viene parlato quotidianamente da quasi tutti gli abitanti dell'area metropolitana di Roma; la maggioranza di essi possiede anche la padronanza della lingua italiana grazie alla forte scolarizzazione, ma essa viene utilizzata più spesso nelle situazioni formali, e risulta meno utilizzata nella vita quotidiana. Il dialetto romanesco vero e proprio, inoltre, è originario esclusivamente della città di Roma dacché nell'area appena circostante (Velletri, Frascati, Monte Porzio Catone, Monte Compatri, Rocca Priora, Lanuvio...), la parlata autoctona cambia sensibilmente, e il romano lascia il posto alle parlate laziali, anche se recentemente questi dialetti nell'area di Roma stanno andando sempre più a scemare lasciando il posto al romanesco che vista la sua vicinanza all'italiano tradizionale sta prendendo sempre più piede nelle zone limitrofe.
Ormai però anche gli idiomi di queste località della provincia romana si vanno modificando; i dialetti per esempio di Frascati, ed in generale di tutti i Castelli Romani o di Anzio, col tempo si sono avvicinati di più a quello romano e similmente è accaduto in grandi città delle province vicine. Solo la gente più anziana del posto parla ancora il dialetto locale: ormai la maggior parte dei giovani ha una parlata più vicina a quella romana moderna.

## Il denaro nel dialetto romanesco

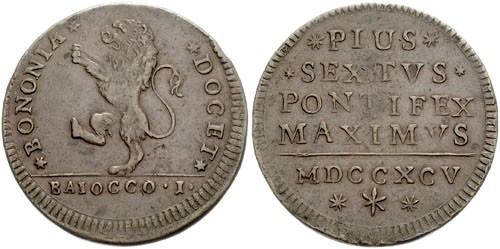
Baiocco del 1795 di Pio VI

Piuttosto famosi sono i vari nomi che si usavano dare ad alcune determinate somme di denaro in lire, e di conseguenza ad alcune banconote e monete. Dai sonetti del Belli sono frequenti le citazioni di monete papali che il popolino indicava come bajocchi e pavoli. Presenti nella vita quotidiana romana più recente, per i piccoli acquisti, erano i sacchi. Un sacco (raramente usato al singolare) corrispondeva alla somma di 1000 lire.
Salendo di valore, incontriamo lo scudo, ovvero la banconota (dunque il valore) corrispondente alle 5000 lire (in parole povere cinque sacchi = 'no scudo). Da citare che lo scudo era il nome italiano della moneta da 5 lire fino ai primi decenni del Novecento. Il termine "piotta" indica il numero cento ed era usato per indicare la moneta da 100 lire o la banconota da 100.000 lire. L'uso dello stesso nome difficilmente creava problemi, data la differenza tra le due cifre: il contesto spazzava ogni dubbio. Con il termine piotta si potevano nominare varie somme, dalle 50.000 lire alle 900.000, rispettivamente dicendo "mezza piotta" o "nove piotte". Per cifre più alte si usava più direttamente e razionalmente il termine mijone o mijardo, nient'altro che "milione" o "miliardo" in italiano (anche se si sentiva qualche volta il termine "Un Bonaventura" per definire il milione di lire facendo riferimento al personaggio di fantasia Il Signor Bonaventura che al termine delle sue imprese otteneva sempre in premio un assegno da un milione).
Con l'avvento dell'euro sono rimasti d'uso corrente alcuni di questi termini romaneschi. Uno scudo significa 5 euro, una piotta 100 euro, un sacco, che originariamente indicava 1000 lire, è invece pressoché caduto in disuso dopo l'avvento dell'euro. Le generazioni più anziane però continuano a usare questi termini riferendosi all'equivalente in euro del loro vecchio significato in lire (per esempio: una piotta può anche indicare 50 euro, ossia 100.000 lire).
Un altro termine in uso nel dialetto romanesco è il "Deca" di solito usato soltanto al singolare, "un Deca" che corrisponde a 10. Che con le Lire corrispondeva a 10.000, mentre con l'Euro corrisponde a 10.
Ulteriore terminologia dialettale in uso nel romanesco è quella del "Testone" (Grossa testa), che corrispondeva al tempo delle Lire ad un milione. Ma poteva anche essere usata per definire, in casi più rari, le 100.000 Lire. Lo stesso vale per l'Euro in cui preferibilmente indica i 1000 €, ma che può essere usato più raramente anche per i 100 €. In quest'ultimo caso l'espressione viene usata per enfatizzare il prezzo troppo elevato di un prodotto. Come per esempio il costo di una bolletta. (Es. "ho pagato un Testone de gas!") Derivato probabilmente dall'uso comune del detto Italiano "Occhio di una testa" per descrivere una spesa elevata.
Va detto che nel dialetto romanesco, in particolare moderno, il termine "piotta" non ha un riferimento puramente economico, ma può significare anche andare molto velocemente, in questo caso si tratta infatti di un verbo, "piottare" ossia andare velocemente in senso sia materiale che metaforico: per esempio, "'sta machina piotta 'na cifra" ovvero "questa macchina va (o può andare) molto veloce", e quindi raggiungere e superare rapidamente i 100 chilometri orari. L'avvento dell'euro (declinato al plurale in euri) ha sensibilmente ridotto l'uso di questi termini. Tuttavia rimangono nel linguaggio popolare ancora numerosi i riferimenti alla lira (in senso perlopiù spregiativo: "nun ciò 'na lira", "nun vale 'na lira", "robba da du' lire"...) e al quattrino (nella forma dialettale "quatrino") che corrisponde al soldo (il denaro).

## Letteratura in dialetto romanesco
Il dialetto tradizionale di Roma ha una sua importanza sia letteraria che culturale. I più grandi poeti che usarono il romanesco furono Giuseppe Gioachino Belli, Giggi Zanazzo, Cesare Pascarella e Trilussa.